# Sematophyllum subjulaceum
Sematophyllum subjulaceum är en bladmossart som beskrevs av Brotherus 1925. Sematophyllum subjulaceum ingår i släktet Sematophyllum och familjen Sematophyllaceae. Inga underarter finns listade i Catalogue of Life.